# Vlaams Instituut voor Mobiliteit
Tot 2016 was het Vlaams Instituut voor Mobiliteit, kortweg VIM een vereniging zonder winstoogmerk, Sinds dan maakt het deel uit van de Antwerp Management School, als een van de 5 expertisecentra, meer precies het expertiscentrum Smart Mobility. Het is nog steeds een organisatie waarin (vervoers)bedrijven, overheid en expertisecentra samenwerken om het verkeer in Vlaanderen duurzamer te maken.

## Missie, doelstellingen en werking
Mobiliteit vormt een van de grootste (inter)nationale uitdagingen van deze eeuw. Niet alleen overheden maar ook bedrijven worden aangemoedigd om hun mobiliteit(sbeleid) slimmer en duurzamer te maken. Zij kunnen hiervoor terecht bij Smart Mobility, een expertisecentrum van Antwerp Management School.
De mobiliteitsexperten van Smart Mobility focussen op het verwerven en opbouwen van kennis waarmee nieuwe of verbeterde tools, methodes of diensten ontwikkeld worden. Deze kennis wordt verspreid via publicaties, opleidingen, seminaries, technologieoverdracht en adviesverlening. 
Daarnaast is Smart Mobility een ontmoetingsplaats waar partijen vanuit de industrie, overheid en wetenschap elkaar ontmoeten om kennis over de nieuwste ontwikkelingen en trends binnen mobiliteit te ontwikkelen, toe te passen en uit te wisselen.
Programma’s:
Smart Mobility voert mobiliteitsprojecten uit binnen de bovenvermelde focusthema's.
1. Business Mobility: Innovatieve en duurzame oplossingen voor woon-werk- en dienstverplaatsingen met het oog
op een betere bereikbaarheid van bedrijven(terreinen).
Recente projecten:
Binnen Lean & Green Personal Mobility begeleidt Smart Mobility bedrijven naar een duurzaam mobiliteitsbeleid
aan de hand van een persoonlijke mix van maatregelen. Doelstelling is om 20% minder CO2 uitstoot te
realiseren in 5 jaar tijd. Deelnemers kunnen beroep doen op onze uitgebreide expertise en op de ervaringen van
andere deelnemende bedrijven. (zie leanandgreenpersonalmobility.be)
De Kantoorbus is een rijdend kantoor dat reistijd omzet in werktijd. Via ‘Office on Wheels’ wordt een dienstverlening
aangeboden die kantoormedewerkers de mogelijkheid geeft om hun woon-werktraject af te leggen in
een als kantoor ingerichte autocar. Via het proefproject werd het concept onderzocht, in de praktijk uitgetest en
in een haalbaar businessmodel beschreven. (zie officeonwheels.be)
2. Smart & Connected Mobility: ICT-oplossingen voor intelligente mobiliteitsdiensten met een duurzaam businessmodel
die waarde creëren voor de eindgebruikers.
Recente projecten:
Via het project Vebimobe werd aangetoond dat het mogelijk is om de verkeersbordendatabank van de Vlaamse
Overheid te actualiseren via verkeersbordenherkenning. Dit gebeurt via sensoren die geïntegreerd zijn in
moderne wagens en slimme camera’s. Met deze informatie kunnen snelheidskaarten en duurzaamheidskaarten
opgemaakt worden zodat de bestuurder automatisch snelheidsadvies en duurzame routes ontvangt, waardoor
bijvoorbeeld schoolomgevingen geweerd worden op bepaalde tijdstippen. (zie vebimobe.be)
Dynacity: een platform voor intelligente mobiliteitsdiensten op basis van mobiliteitsdata uit diverse bronnen.
Denk hierbij aan de bezetting van parkeerplaatsen, dienstregelingen van het openbaar vervoer, de beschikbaarheid
van deelfietsen, enz. Wanneer we verschillende van deze datasets linken aan andere data, kunnen er nieuwe
inzichten en eventueel zelfs nieuwe mobiliteitstoepassingen ontstaan. Het platform werd getest in Gent en staat
nu ook open voor andere steden en gemeenten (zie dynacity.be)
3. New Mobility Concepts (NMC): Nieuwe concepten die het vervoer van goederen en personen, via andere modi
dan de weg, efficiënter maken.
Recente projecten:
De gemeenschappelijke trailerparking is een bewaakte parking, gelegen langs een filegevoelig traject.
Transporteurs kunnen er geladen of lege trailers of chassis tijdelijk achterlaten waardoor ze meer flexibel
kunnen omspringen met laad- en lostijden, congestie, wachtrijen en openingsuren van klanten. Dit stelt hen in
staat om het aantal ‘verloren uren’ te verminderen en lege ritten uit te sparen.
Samen met de sector voerden we gedurende 12 maanden een proefproject uit. Zo goed als alle deelnemers
besloten mee te stappen in een vervolgtraject dat verdergezet wordt zonder subsidies.
Watertruck+ is een innovatief transportmiddel voor goederenvervoer op de kleine waterwegen (CEMT I-IV),
dat het economisch potentieel van een regio kan ontgrendelen door het gebruik van kleine, zelf-aangedreven of
niet-aangedreven, gestandaardiseerde duwbakken. (zie watertruckplus.eu)